# Brother Firetribe
Brother Firetribe — финская AOR-группа, образованная в 2002 году. Музыканты описывают свой стиль как «беззаботный рок» (easy going rock). Первоначально коллектив назывался False Metal в честь слогана группы Manowar «Death to False Metal» (Смерть фальшивому металу). Нынешнее название родилось из шутки о том, что идеальным описанием их музыки является «теннис-хеви»; участники взяли имя известного финского теннисиста Вели Палохеймо и перевели его на английский язык. В честь прежнего имени они назвали свой первый альбом, выпущенный в 2006 году на Spinefarm Records. Два года спустя вышел второй студийный альбом Heart Full of Fire, а дебютная пластинка была переиздана под названием Break Out.

## Состав
- Пекка Ансио Хейно (Pekka Ansio Heino) — вокал
- Эрно «Эмппу» Вуоринен — гитара
- Джейсон Флинк (Jason Flinck) — бас-гитара, бэк-вокал
- Томппа Никулайнен (Tomppa Nikulainen) — клавишные
- Ханнес Пирила (Hannes Pirilä) — ударные, перкуссия (с 2014)

Бывшие участники:
- Калле Торниайнен (Kalle Torniainen) — ударные, перкуссия (2002—2014)

## Дискография

### Альбомы
- False Metal / Break Out (2006)
- Heart Full of Fire (2008)
- Diamond In The Firepit (2014)
- Sunbound (2017)
- Feel the Burn (2020)

### Мини-альбомы
- Heart Full Of Fire… And Then Some (2008)

### Синглы
- «One Single Breath» (2006)
- «I’m on Fire» (2006)
- «I Am Rock» (2007)
- «Runaways» (2008)
- «For Better Or For Worse» (2014)
- «Taste of a Champion» (2017)
- «Rock in the City» (2020)
- «Bring On The Rain» (2020)
- «Night Drive» «Chariot Of Fire» (2020)
- «Love Is A Beautiful Lie» (2020)
- «Thunder rising» (2021)

### DVD
- Live at Apollo (2010)